# Carlo Felice Manara
Carlo Felice Manara (Novara, 31 marzo 1916 – Milano, 4 maggio 2011) è stato un matematico italiano.
Studioso di problemi di geometria algebrica e differenziale, si dedicò anche all'applicazione della matematica all'economia. Si occupò inoltre di didattica e di storia della matematica.

## Biografia e Carriera
Dopo il liceo classico, frequentato a Novara, nel 1934 si iscrisse al corso di laurea in Scienze Matematiche dell’Università di Milano, dove incontrò Oscar Chisini che sempre considerò suo maestro in Geometria; nel 1939 si laureò con una tesi in Geometria Algebrica ed iniziò la sua attività di ricerca e didattica.Nel 1949 conseguì la libera docenza e nel 1951, vincitore di concorso, fu chiamato a ricoprire la cattedra di Geometria analitica con elementi di proiettiva presso l’Università di Modena, di cui fu preside della Facoltà di Scienze Matematiche, Fisiche e Naturali e dal 1954 al 1956 prorettore. 
Nel 1956 si trasferì all’Università degli Studi di Pavia e nel 1959 all'Università degli Studi di Milano, dove rimase fino al 1986 come professore ordinario, incaricato di vari insegnamenti di Geometria. Qui fi preside della Facoltà di Scienze Matematiche, Fisiche e Naturali dal 1966 al 1969. Dopo il pensionamento, nel 1991, fu nominato professore emerito..
Ebbe parallelamente una lunga collaborazione con l’Università Cattolica di Milano, in cui svolse un’intensa attività didattica riguardante i corsi di Matematica finanziaria, Matematica generale, Logica matematica e Logica. Inoltre, fino al 1977 presiedette il comitato ordinatore della Facoltà di Scienze M.F.N. dell’Università Cattolica, sede di Brescia. Qui tenne il corso di Matematiche elementari da un punto di vista superiore dal 1979 al 1991.
Nel 1969 iniziò una decennale collaborazione con il Dipartimento di Econometria della Facoltà di Scienze Economiche e Sociali dell’Università di Ginevra.
Fu membro del Comitato Ordinatore della Facoltà di Scienze dell’Università della Calabria dal 1971 al 1974; condirettore, con Modesto Dedò, del Periodico di Matematiche; nel 1975 -76 presidente del CEPES (Centre Européen Pour l’Enseignement Supérieur) dell’UNESCO; nel 1982 membro del Consiglio Direttivo dell’IRRSAE della Lombardia.
Nel 1987 ricevette la Laurea Honoris Causa in Filosofia, conferitagli dall’Università Cattolica di Milano.
Fu membro dell’Istituto Lombardo Accademia di Scienze e Lettere, dell’Accademia nazionale di Scienze, Lettere e Arti di Modena, dell’Académie Internationale de Philosophie de Science di Bruxelles.
Negli anni successivi al 1991 continuò attivamente l’attività di ricerca, didattica e divulgazione, come collaboratore di corsi di aggiornamento dell’Università Cattolica e del Centro Ricerche Didattiche “Ugo Morin” , e con numerosi articoli ed interventi a convegni; il suo interesse, in quel periodo, si volse in particolare alle problematiche riguardanti l’insegnamento della matematica in situazione di difficoltà dei discenti.
Cattolico convinto, impegnato nel sociale, fu tra i componenti del comitato promotore del referendum sul divorzio, diretto ad abrogare la legge che, nel 1970, aveva introdotto in Italia l'istituto del divorzio.
Morì a Milano nel 2011.

## Commemorazioni
La figura intellettuale e morale di Carlo Felice Manara è stata ricordata nelle commemorazioni tenute da alcuni suoi colleghi e amici presso l'Istituto Lombardo, l'Accademia di Scienze, Lettere ed Arti di Modena

e in varie riviste

.

## Opere
Carlo Felice Manara ha prodotto più di 300 pubblicazioni su vari soggetti; oltre 200 di esse riguardano argomenti di ricerca scientifica, libri di testo, e considerazioni su epistemologia, storia e didattica della matematica. La commemorazione scritta da A. Lanteri e M. Marchi, in: “Commemorazione di Carlo Felice Manara. La Matematica nella società e nella cultura. 1 (2012), 31-56 (UMI)", illustra tutti gli aspetti del suo lavoro scientifico e contiene la bibliografia scientifica.

### Elenco delle opere
- C. F. Manara. Elementi di Matematica finanziaria ed attuariale. Malfasi, Milano, 1957.
- S. Lombardini, C. F. Manara. Introduzione matematica all’Analisi Economica. La Goliardica, Milano, 1957-1958.
- P. Canetta, C. F. Manara. Complementi di algebra ed elementi di trigonometria ad uso degli studenti dei corsi propedeutici delle facoltà universitarie. La Goliardica, Milano, 1959.
- P. Canetta, C. F. Manara. Esercizi di matematica finanziaria ed attuariale. La Goliardica, Milano, 1959.
- C. F. Manara. Matematica generale. Milano, La Goliardica, 1960.
- C. F. Manara: Esercizi di Geometria. Viscontea, Milano, 1962.
- C. F. Manara, P. C. Nicola. Appunti alle lezioni di matematica finanziaria (economica). ORSUC, Milano, 1964-65.
- C. F. Manara. Lezioni di Geometria. Viscontea, Milano, 1965.
- C. F. Manara, P. C. Nicola. Elementi di economia matematica. Viscontea, Milano, 1967.
- C. F. Manara: Corso di Geometria. Viscontea, Milano, 1970.
- G. Lucchini, C. F. Manara. Esercizi e complementi di Geometria. Viscontea, Milano, (1970).
- C. F. Manara. Metodi della scienza dal Rinascimento ad oggi. Vita e Pensiero, Milano, 1975.
- G. Lucchini, C. F. Manara. Momenti del pensiero matematico. Mursia, Milano (1976).
- P. Canetta, C. F. Manara. Elementi di matematica finanziaria ed attuariale. Viscontea, Milano, 1980.
- C. F. Manara. Appunti di logica elementare. ISU Università Cattolica, Milano, 1983.
- P. Canetta, C. F. Manara, M. Marchi. Per un curricolo continuo di educazione matematica nella scuola dell’obbligo. Quaderni IRRSAE Lombardia n. 13, Milano, 1986.
- C. F. Manara. Problemi di didattica della matematica. La Scuola, Brescia, 1989.
- C. F. Manara. Il certo e il probabile. Piccolo manuale di logica e di calcolo delle probabilità. La Scuola, Brescia, 1989.
- C. F. Manara, M. Marchi. L’insegnamento della matematica nei primi due anni della scuola secondaria superiore. La Scuola, Brescia, 1993.